# Sargis Adamyan
Pour les articles homonymes, voir Adamyan.
Sargis Adamyan (en arménien : Սարգիս Ադամյան), né le 23 mai 1993 à Erevan en Arménie, est un footballeur international arménien qui joue en faveur du club allemand du 1. FC Cologne en Bundesliga.

## Biographie

### Jeunesse et formation
Sargis Adamyan est né à Erevan en Arménie avant de venir s'installer en Allemagne dans la ville de Ueckermünde alors qu'il a 5 ans. Après avoir joué dans les équipes de jeunes du 1. FC Neubrandenburg 04, il rejoint celles du FC Hansa Rostock.

### Début au FC Hansa Rostock (2013)
Il fait ses débuts au sein de son club formateur, le 26 janvier 2013, lors d'une opposition de 3. Liga de la saison 2012-2013. Lors de ce match, son équipe affronte le SC Preußen Münster et il rentre en jeu à la mi-temps et participe à la défaite 2-0 de son équipe. Sargis Adamyan fait donc ces débuts professionnels à l'âge de 19 ans. Il sera titulaire pour la première fois le 23 mars 2013 lors d'une opposition face au SV Darmstadt 98. Au total, lors de cette saison, il va être titulaire lors de trois matchs de championnat et participer à 8 matchs. Sargis Adamyan ne marquera pas de but durant sa première saison et participe à la 12e place de son club formateur dans le championnat de troisième division.
Lors des six premiers mois de la saison 2013-2014, Sargis Adamyan n'est pas appelé en équipe première et dispute des matchs avec l'équipe réserve. Avec cette dernière, il dispute sept match et marque 1 but.

### 1. FC Cologne (depuis 2022)
Sargis Adamyan fait son retour en Bundesliga en signant le 5 juillet 2022 un contrat de 4 ans avec le 1. FC Cologne. Avec son nouveau club il va aussi participer à la Ligue Europa Conférence durant son édition 2022-2023. Le 7 août 2022, il participe à son premier match avec son nouveau club lors d'un match de Bundesliga contre le FC Schalke 04. Lors de ce match, il peut délivrer une passe décisive pour Florian Kainz et participe ainsi à la victoire de son équipe sur le score de 3-1. Il marque son premier but avec son nouveau club lors d'un déplacement en Bundesliga sur la pelouse du VfL Wolfsburg et participe ainsi à la victoire de son équipe sur le score de 4-2.

### Carrière internationale
De nationalité arménienne, Sargis Adamyan est sélectionné pour la première fois en 2013.
Il marque son premier but en sélection le 19 novembre 2018 lors d'un déplacement face au Liechtenstein et participe ainsi au match nul de son équipe sur le score de 2 partout. Ce but a été marqué dans le cadre de la Ligue D de la Ligue des nations 2018-2019 lors de laquelle, son équipe termine à la deuxième place et est promu.

## Statistiques

### Statistiques en club
| Saison                | Club                  | Championnat           | Championnat | Championnat | Championnat | Coupe(s) nationale(s) | Coupe(s) nationale(s) | Coupe(s) nationale(s) | Compétition(s) continentale(s) | Compétition(s) continentale(s) | Compétition(s) continentale(s) | Compétition(s) continentale(s) | Total | Total | Total |
| Saison                | Club                  | Division              | M.          | B.          | P.d.        | M.                    | B.                    | P.d.                  | Comp.                          | M.                             | B.                             | P.d.                           | M.    | B.    | P.d.  |
| 2012-2013             | FC Hansa Rostock      | 3. Liga               | 8           | 0           | 0           | -                     | -                     | -                     | -                              | -                              | -                              | -                              | 8     | 0     | 0     |
| Sous-total            | Sous-total            | Sous-total            | 8           | 0           | 0           | -                     | -                     | -                     | -                              | -                              | -                              | -                              | 8     | 0     | 0     |
| 2013-2014             | TSG Neustrelitz       | Regionalliga          | 9+2         | 1+0         | 1+0         | -                     | -                     | -                     | -                              | -                              | -                              | -                              | 11    | 1     | 1     |
| 2014-2015             | TSG Neustrelitz       | Regionalliga          | 25          | 5           | 6           | -                     | -                     | -                     | -                              | -                              | -                              | -                              | 25    | 5     | 6     |
| 2015-2016             | TSG Neustrelitz       | Regionalliga          | 19          | 7           | 2           | -                     | -                     | -                     | -                              | -                              | -                              | -                              | 19    | 7     | 2     |
| Sous-total            | Sous-total            | Sous-total            | 55          | 13          | 9           | -                     | -                     | -                     | -                              | -                              | -                              | -                              | 55    | 13    | 9     |
| 2015-2016             | TSV Steinbach Haiger  | Regionalliga          | 14          | 2           | 2           | -                     | -                     | -                     | -                              | -                              | -                              | -                              | 14    | 2     | 2     |
| 2016-2017             | TSV Steinbach Haiger  | Regionalliga          | 33          | 16          | 5           | -                     | -                     | -                     | -                              | -                              | -                              | -                              | 33    | 16    | 5     |
| Sous-total            | Sous-total            | Sous-total            | 47          | 18          | 7           | -                     | -                     | -                     | -                              | -                              | -                              | -                              | 47    | 18    | 7     |
| 2017-2018             | SSV Jahn Ratisbonne   | 2. Bundesliga         | 33          | 5           | 4           | 2                     | 0                     | 2                     | -                              | -                              | -                              | -                              | 35    | 5     | 6     |
| 2018-2019             | SSV Jahn Ratisbonne   | 2. Bundesliga         | 33          | 15          | 11          | 1                     | 0                     | 0                     | -                              | -                              | -                              | -                              | 34    | 15    | 11    |
| Sous-total            | Sous-total            | Sous-total            | 66          | 20          | 15          | 3                     | 0                     | 2                     | -                              | -                              | -                              | -                              | 69    | 20    | 17    |
| 2019-2020             | TSG 1899 Hoffenheim   | Bundesliga            | 15          | 5           | 2           | 1                     | 1                     | 0                     | -                              | -                              | -                              | -                              | 16    | 6     | 2     |
| 2020-2021             | TSG 1899 Hoffenheim   | Bundesliga            | 18          | 2           | 2           | 1                     | 0                     | 0                     | C3                             | 4                              | 2                              | 0                              | 23    | 4     | 2     |
| 2021-2022             | TSG 1899 Hoffenheim   | Bundesliga            | 13          | 1           | 0           | 1                     | 0                     | 1                     | -                              | -                              | -                              | -                              | 14    | 1     | 1     |
| Sous-total            | Sous-total            | Sous-total            | 46          | 8           | 4           | 3                     | 1                     | 1                     | -                              | 4                              | 2                              | 0                              | 53    | 11    | 5     |
| 2021-2022             | Club Bruges KV        | Jupiler Pro League    | 9+6         | 5+1         | 0           | 1                     | 0                     | 0                     | -                              | -                              | -                              | -                              | 16    | 6     | 0     |
| Sous-total            | Sous-total            | Sous-total            | 15          | 6           | 0           | 1                     | 0                     | 0                     | -                              | -                              | -                              | -                              | 16    | 6     | 0     |
| 2022-2023             | 1. FC Cologne         | Bundesliga            | 24          | 1           | 2           | 1                     | 0                     | 1                     | C4                             | 7                              | 1                              | 0                              | 32    | 2     | 3     |
| 2023-2024             | 1. FC Cologne         | Bundesliga            | 9           | 0           | 1           | 1                     | 1                     | 0                     | -                              | -                              | -                              | -                              | 10    | 1     | 1     |
| Sous-total            | Sous-total            | Sous-total            | 33          | 1           | 3           | 2                     | 1                     | 1                     | -                              | 7                              | 1                              | 0                              | 42    | 3     | 4     |
| Total sur la carrière | Total sur la carrière | Total sur la carrière | 270         | 96          | 37          | 9                     | 2                     | 4                     | -                              | 11                             | 3                              | 0                              | 290   | 101   | 41    |

### Statistiques en sélection
| No | Date             | Stade                                    | Opposant      | Score | Résultats | Compétition                               |
| -- | ---------------- | ---------------------------------------- | ------------- | ----- | --------- | ----------------------------------------- |
| 1. | 19 novembre 2018 | Rheinpark Stadion, Vaduz, Liechtenstein  | Liechtenstein | 0–1   | 2–2       | Ligue D de la Ligue des nations 2018-2019 |
| 2. | 15 novembre 2020 | Stade Boris-Paichadze, Tbilissi, Géorgie | Géorgie       | 1–2   | 1–2       | Ligue C de la Ligue des nations 2020-2021 |

## Palmarès de joueur
| Club Bruges KV - Championnat de Belgique (1) : - Champion : 2021-22. |